# Копиловка (Колпашевський район)
Копило́вка (рос. Копыловка) — село у складі Колпашевського району Томської області, Росія. Входить до складу Інкінського сільського поселення.

## Населення
Населення — 495 осіб (2010; 641 у 2002).
Національний склад (станом на 2002 рік):
- росіяни — 94 %